# معايير العلوم للجيل القادم
معايير العلوم للجيل القادم هي مسعى بين عدة ولايات هدف إلى ابتكار معايير جديدة تكون "غنية في المحتوى والتطبيق، ومُرتبة بطريقةٍ متسقة عبر التخصصات والصفوف الدراسية من أجل إمداد الطلاب بتعليم عالمي المستوى للعلوم. وقد اشتركت 26 ولاية في وضع هذه المعايير. كما اشترك الجمهور أيضًا في مراجعة المعايير،  هذا، وتشجع بعض المنظمات مثل رابطة معلمي العلوم بكاليفورنيا وتدعم تقديم الملاحظات على هذه المعايير
وكان من المقرر أن يتم إصدار المسودة النهائية للمعايير في مارس 2013.

## وصلات خارجية
- Next Generation Science Standards website